# Campionati europei di sollevamento pesi 1913
I Campionati europei di sollevamento pesi 1913, 18ª edizione della manifestazione, si svolsero a Brno dal 23 al 25 agosto 1913.

## Formula
La formula prevedeva quattro serie di sollevamenti:
- sollevamento a strappo con la mano destra;
- sollevamento a strappo con la mano sinistra;
- sollevamento a distensione a due mani;
- sollevamento a slancio a due mani.

## Titoli in palio
| Categoria    | Eventi        |
| ------------ | ------------- |
| Pesi piuma   | 62,5 kg       |
| Pesi leggeri | 67,5 kg       |
| Pesi medi    | 82,5 kg       |
| Pesi massimi | Oltre 82,5 kg |

## Medagliere
| Posiz. | Nazione  | Oro | Argento | Bronzo | Totale |
| ------ | -------- | --- | ------- | ------ | ------ |
| 1      | Austria  | 4   | 4       | 3      | 11     |
| 2      | Germania | 0   | 0       | 1      | 1      |
| Totale | Totale   | 4   | 4       | 4      | 12     |